# Ill Bill
William Braunstein (nacido en 1972), artísticamente conocido como Ill Bill, es un Mc underground con mentalidad política de Brooklyn, New York. También es productor, y el encargado del sello Uncle Howie Records.

## Biografía
Fue miembro de Non-Phixion (con DJ Eclipse, Goretex, y Sabac Red). Actualmente está involucrado en el proyecto La Coka Nostra (Everlast, Slaine, Danny Boy y DJ Lethal) y en 2004 ha publicado un álbum en solitario titulado "Whats Wrong with Bill?" producido por su hermano Necro. Además ha hecho varias mixtapes y colaboraciones con Q-Unique, su hermano Necro, Jedi Mind Tricks, The Beatnuts y varios artistas más.

## Discografía
- "Gangsta Rap / How To Kill A Cop" (Sencillo) (1999)
- "Howie Made Me Do It" (LP) (Uncle Howie Records, 2003)
- "ILL BILL Is The Future" (LP) (Uncle Howie Records, 2003)
- "What's Wrong With Bill?" (LP) (Psycho+Logical- Records, 2004)
- "God Is An Atheist / The Name's Bill" (Sencillo) (2004)
- "The Anatomy Of A School Shooting / Unstoppable" (Sencillo) (2004)
- "What's Wrong With Bill?(Instumentals)" (LP) (Psycho+Logical- Records, 2005)
- "ILL BILL Is The Future Volume Two" (LP) (Uncle Howie Records, 2006)
- "Black Metal" (LP) (Uncle Howie Records, 2007)
- "The Hour of Reprisal" (LP) (Uncle Howie Records, 2008)
- "Infermo Guillermo's" (2009)
- "The Grimmy Awards" (2013)
- "Septagram" (2016)

## Colaboraciones
- Necro feat. Ill Bill & Goretex "I Need Drugs" LP (2001 Psycho+Logical).
- O.D. feat. Ill Bill & Goretex of Non Phixion "2004" 12" (1999 Audio Research).
- Company Flow feat. Ill Bill of Non Phixion "Simian Drugs" 12" (2000 Def Jux).
- Necro feat. Ill Bill "The Most Sadistic" 12" (2000 Psycho+Logical).
- Necro feat. Ill Bill & Goretex "Gory Days" LP (2001 Psycho+Logical).
- Troy Dunnit feat. Ill Bill "Let's Go" 12" (2001 Audio Research).
- Non Phixion (Ill Bill, Goretex, Sabac Red & DJ Eclipse) "The Future Is Now" LP (2002 Uncle Howie).
- El-P feat. Ill Bill "Fantastic Damage" LP (2002 Def Jux).
- The Beatnuts feat. Ill Bill, Problemz - "Yae Yo" 12" (2002 Landspeed).
- Jedi Mind Tricks feat. Ill Bill, Sabac Red - "The Wolf" 12" (2003 Babygrande).
- Dj JS-1 feat. Ill Bill, Licence to ill- "Ground Original" LP (2003 Yosumi / M3).
- Non Phixion (Ill Bill, Goretex, Sabac Red & DJ Eclipse) "The Green CD/DVD" (2004 Uncle Howie).
- Circle Of Tyrants (Necro, Ill Bill, Goretex & Mr. Hyde) "The Circle Of Tyrants" LP (2005 Psycho+Logical).
- Necro and Ill Bill "Street Villains Vol. 2" (2005 Psycho+Logical).
- Ill Bill feat. Raekwon - "Enemy" (2006) (White Label).
- Ill Bill feat. Raekwon - "Thousands To M's" (2006) (White Label).
- MC Lars feat. Ill Bill - "The Dialogue" (extraído del álbum de MC Lars "The Graduate" 2006).
- Jedi Mind Tricks feat. Ill Bill - "Heavy Metal Kings" (2006 Babygrande Records).
- La Coka Nostra (Danny Boy, Ill Bill, Everlast, Slaine, Big Left, Kaves & DJ Lethal) LP (Próximamente).

## Curiosidades
- En su tema White Nigger samplea el intro de la canción Through the fire and flame de DragonForce.